# Knjiga o številih in računanju
Knjiga o številih in računanju (kitajsko 筭數書, pinjin Suàn shù shū) ali Spisi o računanju je ena od najstarejših znanih kitajskih matematičnih razprav. Napisana je bila v zgodnji dinastiji Zahodni Han, nekje med letoma  202 pr. n. št. in 186 pr. n. št. Knjigo so naši med Džangdžjašanskimi hanskimi bambusnimi besedili in vsebuje podobne matematične probleme in načela kot Devet poglavij matematične umetnosti iz obdobja Vzhodnega Hana. 

## Odkritje
Besedilo so našli v grobnici M247 na grobišču v bližini Džangdžjašana v okrožju Jiangling v provinci Hubej, ki je bila izkopana decembra 1983 – januarja 1984.  Grobnica je pripadala anonimnemu državnemu uradniku iz zgodnje dinastije Zahodni Han. V grobnici je bilo 1200 bambusovih letvic, napisanih s črnilom. Letvice  so bile prvotno povezane z vrvico, ki je razpadla. Kitajski učenjaki so potrebovali kar 17 let, da so letvice sestavili v izvirnem zaporedju. Poleg matematičnega dela so besedila pokrivala tudi vladne statute, sodna poročila in terapevtsko gimnastiko. 
Na hrbtni strani šeste letvice je zgoraj črn kvadrat. Sledijo mu znaki 筭數書, ki služijo kot naslov knjige. 

## Vsebina
Suàn shù shū je napisan s črnilom na 200 bambusnih letvicah, od katerih je 180 letvic nedotaknjenih, druge pa so zgnile. Zapisi vsebujejo 69 matematičnih problemov iz različnih virov. Najdeni sta bili tudi imeni gospodov Vanga in Janga, verjetno piscev besedila. 
Vsak problem vsebuje vprašanje in odgovor, ki mu sledi metoda reševanja. Problemi zajemajo elementarno aritmetiko, ulomke, obratno sorazmerje, faktorizacijo števil, geometrijska zaporedja, zlasti za računanje obresti, obravnavanje napak, pretvarjanje med različnimi enotami, metodo lažnega položaja za iskanje korenov in pridobivanje približnih kvadratnih korenov, izračun prostornine različnih geometrijskih teles, relativnega razmerja med kvadratom in njemu včrtanim krogom in izračun neznane stranice pravokotnika iz dane ploščine in ene stranice. Vsi izračuni obsega in ploščine kroga so približni, računani s π = 3. Izračuni s π so postali natančnejši z delom Liu Šina (ok. 46 pr. n. št. – 23 n. št.), Džang Henga (78–139 n. š.) , Liu Huija (3. stol. n. št.) in Dzu Čongdžija (429–500). 
Pred odkritjem Knjige o številih in računanju sta bili najstarejši kitajski matematični besedili Džovbi suandžing in Devet poglavij o matematični umetnosti, napisani okoli leta 100 n. št.   